# Matthew James Higgins

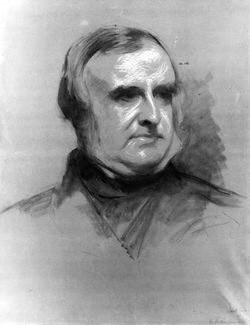
Higgins retratado por Samuel Laurence.

Matthew James Higgins (4 de diciembre de 1810 - 14 de agosto de 1868) fue un escritor británico nacido en el Condado de Meath, Irlanda. También se le conoce por su pseudónimo literario Jacob Omnium, un nombre que a la vez fue el título de su primer artículo publicado en una revista.
Fue conocido principalmente por las numerosas cartas que escribía para el diario británico The Times con el fin de denunciar los abusos. Contribuyó en la célebre revista literaria victoriana The Cornhill Magazine y fue amigo del novelista William Makepeace Thackeray, quien le dedicó la obra The Adventures of Philip y también una composición poética llamada Jacob Omnium's Hoss, haciendo referencia a un incidente en la carrera de Higgins. Algunos de sus artículos se publicaron en 1875, años más tarde de su fallecimiento.